# Lova upp
Att lova upp innebär att man styr en segeldriven farkost närmare vinden, det vill säga minskar vinkeln mellan båtens långskeppslinje och riktningen mot vinden. Den motsatta manövern är att falla av.
Ett fartyg kallas lovgirigt när det vid bidevindsegling har en tendens att gira upp mot vinden, att lova. Lovgirigheten kan bero på oriktig avvägning av för- och akterseglens areor, för stor last förut, krängning med mera. På mindre segeljakter och båtar brukar en mindre lovgirighet anses önskvärd.